# Homework (album của Daft Punk)
Homework là album phòng thu đầu tay của ban nhạc điện tử Pháp Daft Punk, phát hành vào ngày 20 tháng 1 năm 1997 bởi Virgin Records và Soma Quality Recordings. Bộ đôi đã sáng tác những bài hát mà không hề có ý định làm một album cụ thể. Sau khi thực hiện nhiều sản phẩm với ý định ra mắt các đĩa đơn trong vòng 5 tháng, ban nhạc cho rằng các ca khúc là đủ tốt để có thể tổng hợp thành một album riêng.
Homework đã giới thiệu thành công thể loại French house tới với thế giới. Album đạt vị trí cao tại nhiều bảng xếp hạng, trong đó có vị trí số 3 tại Pháp, số 150 tại Billboard 200 và số 8 tại UK Albums Chart. Tính tới tháng 2 năm 2001, album đã bán được hơn 2 triệu bản và nhận được nhiều chứng chỉ Vàng và Bạch kim. Nhìn chung Homework nhận được nhiều đánh giá tích cực với các đĩa đơn đều trở thành những bản hit của thể loại French house, điển hình với 2 ca khúc quán quân Billboard Hot Dance/Disco Club Play là "Da Funk" và "Around the World" (ngoài ra ca khúc này cũng từng đạt vị trí 61 tại Billboard Hot 100).

## Hoàn cảnh ra đời và thu âm
Năm 1993, Thomas Bangalter và Guy-Manuel de Homem-Christo đã trình bày bản demo nhạc điện tử của họ cho Stuart Macmillan tại một buổi tiệc tùng tại EuroDisney. Nội dung của băng cát-xét được phát hành trong đĩa đơn "The New Wave" vào ngày 11 tháng 4 năm 1994, bởi Soma Quality Recordings, một hãng thu âm nhạc techno và house Scotland do ban nhạc Slam của MacMillan đồng sáng lập vào năm 1991. Năm 1995, họ phát hành "Da Funk" cùng với "Rollin '& Scratchin'" dưới nhãn hiệu Soma.
– theo Thomas Bangalter
Các đĩa đơn của Daft Punk ngày càng nổi tiếng đã dẫn đến cuộc chiến đấu thầu giữa các hãng thu âm, dẫn đến việc bộ đôi ký hợp đồng với Virgin Records vào năm 1996. Sự ra đi của họ được ghi nhận bởi Richard Brown của Soma, người khẳng định rằng "chúng tôi rõ ràng rất buồn khi mất họ vào tay Virgin nhưng họ đã có cơ hội để vươn lên thành công lớn, điều mà họ muốn, và không mấy khi một ban nhạc có cơ hội đó sau hai đĩa đơn. Chúng tôi rất vui cho họ." Virgin tái phát hành "Da Funk" với mặt B "Musique" vào năm 1996, một năm trước khi phát hành Homework. Album được hòa âm và thu âm tại phòng thu của Daft Punk, Daft House ở Paris. Album được master bởi Nilesh Patel tại studio The Exchange ở London.
Bangalter nói rằng "để được tự do, chúng tôi phải kiểm soát. Để kiểm soát, chúng tôi phải tự tài trợ cho những gì chúng tôi đang làm. Điều chúng tôi muốn là được tự do." Daft Punk đã thảo luận về phương pháp của họ với Spike Jonze, đạo diễn của video ca nhạc "Da Funk". Jonze lưu ý rằng "họ đang làm mọi thứ dựa trên cách họ muốn. Họ muốn đảm bảo rằng họ không bao giờ phải làm bất cứ điều gì có thể khiến họ cảm thấy khó khăn trong việc tạo ra âm nhạc." Mặc dù Virgin Records giữ quyền phân phối độc quyền đối với âm nhạc của Daft Punk, bộ đôi này vẫn sở hữu các bản thu âm chính của họ thông qua hãng thu âm Daft Trax của họ.

## Sáng tác
Daft Punk sản xuất các bài hát trong Homework mà không có kế hoạch phát hành album. Bangalter nói, "Đáng lẽ ra chỉ là một đống đĩa đơn. Nhưng chúng tôi đã thực hiện rất nhiều bài hát trong 5 tháng đến nỗi chúng tôi nhận ra rằng chúng tôi đã có một album tốt." Homem-Christo nhận xét, "Không có chủ đề dự định vì tất cả các bài hát đã được thu âm trước khi chúng tôi sắp xếp trình tự của album. Chúng tôi muốn làm cho các bài hát hay hơn bằng cách sắp xếp chúng theo cách chúng tôi đã làm; để làm cho nó đồng đều hơn như một album." Bangalter giải thích cái tên Homework liên quan đến việc "thực tế là chúng tôi đã làm những bài hát ở nhà, rất rẻ, rất nhanh, và một cách tự phát, cố gắng làm ra những bài hát thật "ngầu"."
"Daftendirekt" là một đoạn trích của buổi biểu diễn trực tiếp được ghi lại ở Gent, Bỉ; nó đóng vai trò như lời giới thiệu cho các buổi biểu diễn trực tiếp của Daft Punk và được sử dụng để bắt đầu album. Buổi biểu diễn diễn ra tại I Love Techno, một sự kiện do Fuse và On the Rox đồng sản xuất vào ngày 10 tháng 11 năm 1995. Bài hát tiếp theo của Homework, "WDPK 83.7 FM", là một sự tôn vinh dành cho đài FM ở Hoa Kỳ. Bài hát tiếp theo, "Revolution 909" phản ánh lập trường của chính phủ Pháp về nhạc dance.
Tiếp theo là "Da Funk", mang các yếu tố của nhạc funk và acid. Bangalter bày tỏ rằng chủ đề của "Da Funk" liên quan đến việc giới thiệu một yếu tố đơn giản, khác thường trở nên dễ chấp nhận và thay đổi theo thời gian. Sal Cinquemani của Tạp chí Slant khen bài hát là "không ngừng", và Bob Gajarsky của Westnet gọi nó là "một cuộc gặp gỡ tuyệt đẹp của Chic và nhạc Electronica thập niên 90". "Phœnix" kết hợp các yếu tố của nhạc Phúc âm và house. Bộ đôi coi "Fresh" là bài hát mang đến cảm giác mát mẻ và nhẹ nhàng với cấu trúc hài hước. Ian Mathers của Tạp chí Stylus đã chỉ trích bài hát, nói rằng nó "không làm cho người nghe có cảm giác như đang ở bãi biển chỉ vì có tiếng sóng vỗ về phía sau".
Đĩa đơn "Around the World" mang âm hưởng của bản hit "Popcorn" của Gershon Kingsley. Chris Power của BBC Music đã gọi nó là "một trong những đĩa đơn bắt tai của thập kỷ". Ca khúc "Teachers" là một sự ca ngợi đối với một số ảnh hưởng từ nhạc house của Daft Punk, bao gồm các cộng tác viên tương lai là Romanthony, DJ Sneak và Todd Edwards. Ca khúc "Oh Yeah" có sự tham gia của DJ Deelat và DJ Crabbe. "Indo Silver Club" có sử dụng sample từ "Hot Shot" của Karen Young. Bản nhạc cuối cùng, "Funk Ad", là một đoạn quay ngược của "Da Funk".

## Quảng cáo và phát hành

### Bao bì
Bức hình ở bìa trước và phần bên trong do Daft Punk lên ý tưởng, được chụp bởi nghệ sĩ kiêm nhà sản xuất phim Nicolas Hidiroglou. Anh gặp bộ đôi này thông qua một mối liên hệ tại Virgin Records, và kể lại rằng phải mất một tuần để hoàn thành tác phẩm nghệ thuật. Homem-Christo trước đây đã thiết kế chữ Daft Punk, đây là cơ sở cho hình ảnh logo được đặt trước một chiếc áo khoác sa tanh. Các biến thể của logo sẽ tiếp tục là hình ảnh bìa trước cho tất cả các album phòng thu của Daft Punk cho đến Random Access Memories vào năm 2013.
Để tạo ra bức ảnh bên trong, các vật phẩm khác nhau đại diện cho tên những bài hát đã được Bangalter sắp xếp trên một chiếc bàn tại nhà. Ông lưu ý rằng nhiều tác phẩm phản ánh ảnh hưởng của Daft Punk, bao gồm: một băng cassette của DJ Funk; thẻ có logo của The Beach Boys; một tấm áp phích tour biểu diễn của Kiss; và một bản thu âm tổng hợp những năm 1970 có sự góp mặt của Barry Manilow. Các vật lưu niệm khác bao gồm một mã thông báo từ Câu lạc bộ Rex, nơi Daft Punk lần đầu tiên biểu diễn với tư cách là DJ. Bức tường phía sau chiếc bàn có bức ảnh Homem-Christo đang hát trong ban nhạc Darlin' đầu tiên của bộ đôi, cũng như logo Darlin' bên cạnh bức chân dung của Homem-Christo khi còn nhỏ.
Hình ảnh đen trắng của bộ đôi trong ghi chú lót được chụp bởi Phillppe Lévy. Nó được chụp trong một sự kiện ở Wisconsin có tên là Even Furthur vào năm 1996, có buổi biểu diễn trực tiếp đầu tiên của Daft Punk tại Hoa Kỳ. Tác phẩm nghệ thuật bổ sung và bố cục album được thực hiện bởi Serge Nicholas.

### Các đĩa đơn
Homework có các đĩa đơn đã có tác động đáng kể trong làng nhạc house Pháp và các sân khấu nhạc dance toàn cầu. Đĩa đơn đầu tiên của album, "Alive", được đưa vào mặt B của đĩa đơn "The New Wave", phát hành vào tháng 4 năm 1994. Đĩa đơn thứ hai của album là "Da Funk"; ban đầu nó được phát hành vào năm 1995 bởi Soma và được Virgin Records phát hành lại vào tháng 1 năm 1997. Nó trở thành đĩa đơn quán quân đầu tiên của bộ đôi trên bảng xếp hạng Billboard Hot Dance/Disco Club Play. Bài hát đạt vị trí thứ bảy trên các bảng xếp hạng của Anh và Pháp. Đĩa đơn thứ ba, "Around the World", là một thành công về mặt thương mại và giới phê bình, trở thành đĩa đơn quán quân thứ hai trên bảng xếp hạng Billboard Hot Dance/Disco Club Play, cũng như đạt vị trí thứ 11 ở Úc, vị trí thứ năm ở Vương quốc Anh và hạng 61 trên Billboard Hot 100. Vào tháng 10 năm 2011, NME xếp "Around the World" ở vị trí thứ 21 trong danh sách "150 ca khúc hay nhất trong 15 năm qua". Đĩa đơn thứ tư của album là "Burnin'"; nó được phát hành vào tháng 9 năm 1997 và đạt vị trí thứ 30 tại Vương quốc Anh. Đĩa đơn cuối cùng của Homework là "Revolution 909". Nó được phát hành vào tháng 2 năm 1998 và đạt vị trí thứ 47 tại Vương quốc Anh và vị trí thứ 12 trên bảng xếp hạng Billboard Hot Dance/Disco Club Play. Trước khi được đưa vào Homework, "Indo Silver Club" đã được phát hành dưới dạng đĩa đơn trên hãng Soma Quality Recordings với hai phần. Đĩa đơn không ghi công nghệ sĩ trong bao bì và được cho là do các nhà sản xuất không tồn tại Indo Silver Club tạo ra.
Năm 1999, bộ đôi đã phát hành một bộ sưu tập video bao gồm các video âm nhạc của các bài hát và đĩa đơn trong album dưới tên D.A.F.T.: A Story About Dogs, Androids, Firemen and Tomatoes. Mặc dù tiêu đề của nó bắt nguồn từ sự xuất hiện của chó ("Da Funk" và "Fresh"), người máy ("Around the World"), lính cứu hỏa ("Burnin'") và cà chua ("Revolution 909") trong video, một cốt truyện gắn kết không kết nối được các tình tiết của nó.

## Phiên bản kỉ niệm 25 năm
Vào ngày 22 tháng 2 năm 2022, tròn một năm sau khi bộ đôi giải thể, Daft Punk đã cập nhật các phương tiện truyền thông xã hội với các bài đăng kì lạ dẫn người hâm mộ đến một tài khoản Twitch mới được tạo. Vào lúc 2:22 chiều giờ UTC, họ bắt đầu phát trực tuyến một lần duy nhất buổi biểu diễn tại Nhà hát Mayan đầy đủ trong chuyến lưu diễn Daftendirektour của bộ đôi. Đồng thời, Homework (25th Anniversary Edition) cũng được phát hành kỹ thuật số bao gồm gồm Homework và 15 bản remix; chín trong số đó trước đây không khả dụng trên các nền tảng kỹ thuật số. Các bản phối lại này đã được phát hành riêng lẻ dưới dạng một album phối lại kỹ thuật số có tựa đề Homework (Remixes).

### Danh sách ca khúc
| Homework (Remixes) | Homework (Remixes)                                              | Homework (Remixes) |
| STT                | Nhan đề                                                         | Thời lượng         |
| ------------------ | --------------------------------------------------------------- | ------------------ |
| 1.                 | "Around the World" (bản remix của I:Cube)                       | 6:18               |
| 2.                 | "Revolution 909" (bản remix của Roger Sanchez & Junior Sanchez) | 8:56               |
| 3.                 | "Around the World" (bản mix 'Frozen Sun' của Tee)               | 7:57               |
| 4.                 | "Around the World" (bản mix 'Mellow')                           | 7:51               |
| 5.                 | "Burnin'" (bản mix chính của DJ Sneak)                          | 9:10               |
| 6.                 | "Around the World" (bản remix của KenLou)                       | 7:50               |
| 7.                 | "Burnin'" (bản mix 'Cut Up' của Ian Pooley)                     | 5:20               |
| 8.                 | "Around the World" (bản mix 'Vice' của Motorbass)               | 6:37               |
| 9.                 | "Around the World" (bản remix của M.A.W.)                       | 9:23               |
| 10.                | "Burnin'" (bản mix của Slam)                                    | 6:47               |
| 11.                | "Around the World" (bản remix 'Lead On' nguyên bản)             | 7:30               |
| 12.                | "Burnin'" (bản mix 'Mongowarrier' của DJ Sneak)                 | 10:23              |
| 13.                | "Around the World" (bản dub 'RAW')                              | 6:54               |
| 14.                | "Teachers" (bản mix kéo dài)                                    | 5:53               |
| 15.                | "Revolution 909" (bản hát chay)                                 | 1:04               |
| Tổng thời lượng:   | Tổng thời lượng:                                                | 107:53             |

## Đánh giá từ giới phê bình
| Đánh giá chuyên môn           | Đánh giá chuyên môn |
| Nguồn đánh giá                | Nguồn đánh giá      |
| Nguồn                         | Đánh giá            |
| ----------------------------- | ------------------- |
| AllMusic                      | [ 38 ]              |
| Encyclopedia of Popular Music | [ 39 ]              |
| Entertainment Weekly          | B+                  |
| Muzik                         | 10/10               |
| NME                           | 7/10                |
| Pitchfork                     | 9.2/10              |
| Q                             | [ 44 ]              |
| The Rolling Stone Album Guide | [ 45 ]              |
| Select                        | 4/5                 |

Thành công của Homework đã mang lại sự chú ý trên toàn thế giới đối với dòng nhạc progressive house Pháp và thu hút sự chú ý đến dòng nhạc house Pháp. Theo The Village Voice, album này đã làm sống lại thể loại nhạc house và bứt phá khỏi nhạc sàn. Trong cuốn sách 1001 Albums You Must Hear Before You Die, nhà phê bình Alex Rayner nói rằng Homework đã kết gắn phong cách hộp đêm với big beat. Ông cho rằng nó là một bằng chứng cho thấy "nhạc dance có nhiều thứ hơn là ma túy và bàn phím cài sẵn." Reef Younis từ Tạp chí Clash mô tả Homework như một đầu vào để tiếp cận cho một "chuyển động đang phát triển trên đỉnh của việc rẽ khỏi con đường chính". Năm 2009, Brian Linder của IGN đã mô tả Homework là album hay thứ ba của bộ đôi. Ông đã gọi album là một "thành tựu đột phá" khi họ sử dụng những kỹ năng độc đáo của mình để đưa phong cách nhạc house, techno, acid và punk vào đĩa nhạc. David Browne, viết trên Entertainment Weekly, tuyên bố rằng bộ đôi này biết cách sử dụng "môi trường nhạc hip-hop và techno vui nhộn của họ" để tạo ra album. Ông gọi Homework là "vũ trường lý tưởng cho người máy". Sean Cooper của AllMusic gọi album là "một tác phẩm gần kinh điển" và "thiết yếu".
Chris Power của BBC Music đã so sánh cách tiếp cận "ít hơn là nhiều hơn" của Homework đối với việc sử dụng tính năng nén như "một sự tôn vinh âm thanh" đối với các đài phát thanh FM đã "nuôi dưỡng những nỗi ám ảnh tuổi trẻ của Daft Punk". Sal Cinquemani của Tạp chí Slant đã viết rằng những tác phẩm nổi tiếng gần đây như The Avalanches không bao giờ có thể tồn tại nếu không có "Da Funk". Ian Mathers của Tạp chí Stylus lưu ý rằng "có một cốt lõi của những tác phẩm kinh điển không thể lẫn vào đâu được về Homework, ẩn chứa những điều tốt đẹp đơn thuần, và khi bạn có một màn ra mắt kinh điển như vậy ẩn trong những đường nét của bộ phim hoành tráng khi ra mắt, thật khó để không nản lòng." Rolling Stone đã trao giải cho album này ba trên năm sao, nhận xét rằng "cái nhìn sâu sắc về sự nghiệp và thiết yếu của bộ đôi này là vấn đề với disco lần đầu tiên xuất hiện không phải là nó ngu ngốc mà là nó chưa đủ ngu ngốc." Rolling Stone xếp Homework ở vị trí đầu trong danh sách "30 Album EDM tuyệt vời nhất mọi thời đại" đồng thời khẳng định màn ra mắt của Daft Punk "là sự xuất sắc thuần túy chỉnh khớp thần kinh". Theo Scott Woods của The Village Voice, "Daft Punk đã [xé] nắp cống [sáng tạo]" với việc phát hành Homework. Trong một bài đánh giá cho Pitchfork, Larry Fitzmaurice đã chấm nó 9.2 trên 10. Ông nói rằng "Homework vẫn là hiếm có trong danh mục của Daft Punk, kỷ lục này cũng tạo tiền đề cho sự nghiệp của bộ đôi cho đến tận ngày nay - một thành công lớn và vẫn đang tiếp diễn lên đến biểu tượng nhạc pop, được xây dựng dựa trên khả năng ảo thuật để biến đổi hình dạng của quá khứ của nhạc dance để giống với một thứ gì đó có vẻ như tới từ tương lai." Ngược lại, Robert Christgau đã trích dẫn "Da Funk" là một "lựa chọn cắt giảm", cho thấy "một bài hát hay trong album không đáng để bạn bỏ thời gian và tiền bạc". Darren Gawle từ Tạp chí Drop-D cũng đưa ra một đánh giá tiêu cực, nói rằng "Homework là sản phẩm của một vài DJ nghiệp dư ở những phần xuất sắc nhất."

## Hiệu suất thương mại
Daft Punk muốn phần lớn các ấn phẩm được in trên đĩa than thay vì CD, vì vậy ban đầu chỉ có 50.000 bản CD. Sau khi phát hành, doanh số bán hàng ngất ngưởng của Homework khiến các nhà phân phối phải đẩy nhanh tiến độ sản xuất để đáp ứng nhu cầu. Album đã được phân phối tại 35 quốc gia trên toàn thế giới, đạt vị trí thứ 150 trên bảng xếp hạng Billboard 200. Homework lần đầu tiên được xếp hạng trên Bảng xếp hạng Album của Úc vào ngày 27 tháng 4 năm 1997; album ở trên bảng xếp hạng trong tám tuần và đạt vị trí thứ 37. Tại Pháp, album đạt vị trí thứ ba và trụ vững trên bảng xếp hạng trong 82 tuần. Năm 1999, nó đạt vị trí Vàng ở Pháp vì bán được hơn 100.000 bản. Vào ngày 11 tháng 7 năm 2001, album đã được chứng nhận Vàng bởi Hiệp hội Công nghiệp Ghi âm Hoa Kỳ (RIAA), đồng nghĩa với doanh số 500.000 bản tại Hoa Kỳ. Đến tháng 10 năm 1997, album đã bán được 220.000 bản trên toàn thế giới, mặc dù Billboard báo cáo rằng, theo Virgin Records, hai triệu bản đã được bán vào tháng 2 năm 2001. Đến tháng 9 năm 2007, 605.000 bản đã được bán tại Hoa Kỳ.

## Danh sách ca khúc
Tất cả nhạc phẩm được soạn bởi Thomas Bangalter and Guy-Manuel de Homem-Christo.
| STT              | Nhan đề                | Thời lượng |
| ---------------- | ---------------------- | ---------- |
| 1.               | "Daftendirekt"         | 2:44       |
| 2.               | "WDPK 83.7 FM"         | 0:28       |
| 3.               | "Revolution 909"       | 5:26       |
| 4.               | "Da Funk"              | 5:28       |
| 5.               | "Phœnix"               | 4:55       |
| 6.               | "Fresh"                | 4:03       |
| 7.               | "Around the World"     | 7:08       |
| 8.               | "Rollin' & Scratchin'" | 7:27       |
| 9.               | "Teachers"             | 2:53       |
| 10.              | "High Fidelity"        | 6:00       |
| 11.              | "Rock'n Roll"          | 7:33       |
| 12.              | "Oh Yeah"              | 2:01       |
| 13.              | "Burnin'"              | 6:54       |
| 14.              | "Indo Silver Club"     | 4:32       |
| 15.              | "Alive"                | 5:15       |
| 16.              | "Funk Ad"              | 0:50       |
| Tổng thời lượng: | Tổng thời lượng:       | 74:01      |

## Xếp hạng
| Thứ hạng (1997)                          | Vị trí cao nhất |
| ---------------------------------------- | --------------- |
| Album Úc (ARIA)                          | 37              |
| Album Áo (Ö3 Austria)                    | 34              |
| Album Bỉ (Ultratop Vlaanderen)           | 7               |
| Album Bỉ (Ultratop Wallonie)             | 9               |
| Album Canada (Billboard)                 | 15              |
| Album Hà Lan (Album Top 100)             | 25              |
| Album Phần Lan (Suomen virallinen lista) | 34              |
| Album Pháp (SNEP)                        | 3               |
| Album Đức (Offizielle Top 100)           | 48              |
| Album Ý (FIMI)                           | 19              |
| Album New Zealand (RMNZ)                 | 8               |
| Album Na Uy (VG-lista)                   | 40              |
| Album Thụy Điển (Sverigetopplistan)      | 16              |
| Album Anh Quốc (OCC)                     | 8               |
| Album Hoa Kỳ Billboard 200               | 150             |
| Album Hoa Kỳ Heatseekers (Billboard)     | 5               |

| Thứ hạng (2002)      | Vị trí cao nhất |
| -------------------- | --------------- |
| Album Ireland (IRMA) | 54              |

| Thứ hạng (2013)                      | Vị trí cao nhất |
| ------------------------------------ | --------------- |
| Album Hoa Kỳ Top Catalog (Billboard) | 42              |

| Thứ hạng (2021)                               | Vị trí cao nhất |
| --------------------------------------------- | --------------- |
| Croatian International Albums (HDU)           | 21              |
| Album Đức (Offizielle Top 100)                | 44              |
| Album Thụy Sĩ (Schweizer Hitparade)           | 43              |
| Album Hoa Kỳ Top Dance/Electronic (Billboard) | 9               |

| Thứ hạng (1997)                    | Vị trí cao nhất |
| ---------------------------------- | --------------- |
| Belgian Albums (Ultratop Flanders) | 38              |
| Belgian Albums (Ultratop Wallonia) | 38              |
| Dutch Albums (Album Top 100)       | 95              |
| European Albums (Music & Media)    | 68              |
| French Albums (SNEP)               | 24              |
| New Zealand Albums (RMNZ)          | 22              |

## Chứng nhận
| Quốc gia                                                                           | Chứng nhận  | Số đơn vị/doanh số chứng nhận |
| ---------------------------------------------------------------------------------- | ----------- | ----------------------------- |
| Bỉ (BEA)                                                                           | Bạch Kim    | 50.000*                       |
| Canada (Music Canada)                                                              | 2x Bạch Kim | 200.000^                      |
| Pháp (SNEP)                                                                        | Bạch Kim    | 534.400                       |
| Hà Lan (NVPI)                                                                      | Vàng        | 50.000^                       |
| New Zealand (RMNZ)                                                                 | Bạch Kim    | 15.000^                       |
| Anh Quốc (BPI)                                                                     | Bạch Kim    | 345.009                       |
| Hoa Kỳ (RIAA)                                                                      | Vàng        | 674.000                       |
| * Chứng nhận dựa theo doanh số tiêu thụ. ^ Chứng nhận dựa theo doanh số nhập hàng. |             |                               |